# Trachyderes hilaris
Trachyderes hilaris är en skalbaggsart som beskrevs av Bates 1880. Trachyderes hilaris ingår i släktet Trachyderes och familjen långhorningar.
Artens utbredningsområde är Costa Rica. Inga underarter finns listade i Catalogue of Life.